# Anthony Bourdain
Anthony Michael Bourdain (Nueva York, 25 de junio de 1956-Kaysersberg-Vignoble, 8 de junio de 2018) fue un jefe de cocina, presentador de televisión y escritor estadounidense.
Formado en el Instituto Culinario de América, desarrolló más de treinta años de experiencia en el mundo de los restaurantes y en los años 1990 fue jefe de cocina del restaurante neoyorquino Brasserie Les Halles. Su fama se incrementó en 2000 con la publicación de la biografía Confesiones de un chef, con la que entró en la lista de libros más vendidos. Desde entonces se retiró de los fogones para dedicarse a la escritura y a la televisión.
En su trayectoria televisiva ha presentado programas de viajes cuyo punto común era el acercamiento de sociedades y culturas a través de la gastronomía. Debutó en Food Network con A Cook's Tour, de ahí pasó a dirigir Anthony Bourdain: No Reservations en Travel Channel (2005-2012) y luego se marchó a la CNN para ocuparse de Anthony Bourdain: Parts Unknown (2013-2018). Por otro lado, fue productor ejecutivo del espacio The Mind of a Chef, producido para la televisión pública PBS, y jurado en el concurso culinario The Taste. Su carrera ha sido reconocida con un premio Peabody en 2014 y seis premios Primetime Emmy a las Artes Creativas.

## Biografía
Anthony Bourdain nació en Nueva York el 25 de junio de 1956 y se crio en Leonia, Nueva Jersey, siendo el mayor de dos hijos. Su padre, Pierre Bourdain, era ejecutivo de Columbia Records especializado en música clásica, mientras que su madre, Gladys, era periodista del New York Times.
Tenía ascendencia francesa por parte paterna; sus abuelos eran inmigrantes judíos franceses de Arcachón que habían llegado a Estados Unidos después de la Segunda Guerra Mundial, razón por la que pasó muchos veranos de su infancia en Europa. En el libro Confesiones de un chef, Bourdain declaró haber descubierto la gastronomía cuando probó una ostra por primera vez en La Teste-de-Buch.
Tras completar la educación secundaria en 1973, estudió durante dos años en Vassar College al tiempo que lo compaginaba con un empleo de pinche en una marisquería de Provincetown, Massachusetts. Aquella experiencia le llevó a abandonar la carrera y matricularse en el Instituto Culinario de América para estudiar artes culinarias, graduándose por la promoción de 1978.
Nada más completar su formación pasó por numerosos restaurantes de Nueva York hasta trabajar para el chef italoestadounidense Pino Luongo. De ahí ascendió a jefe de cocina en locales como Supper Club, One Fifth Avenue, y Sullivan's, y en 1998 se consolidó como responsable de la cocina del Brasserie Les Halles, con sede en Manhattan y delegaciones en Miami, Washington D. C. y Tokio. Aun cuando Bourdain ya había renunciado a la carrera culinaria para centrarse en los medios de comunicación, siguió colaborando con la brasserie de distintas formas hasta su cierre en 2017.

## Trayectoria en medios

### Literatura
Los primeros libros escritos por Anthony Bourdain fueron dos novelas de ficción: Bone in the Throat (1995) y Gone Bamboo (1997). Ambos tuvieron escasa repercusión en el momento de su lanzamiento, pero han sido reeditados después de que el cocinero saltara a la fama.
Mientras estaba trabajando en Brasserie Les Halles, Bourdain escribió en 1999 un artículo para la revista The New Yorker titulado «No comas antes de leer esto», en el que detallaba aspectos oscuros de la industria de la restauración. Meses más tarde lo incluyó en su primera autobiografía, Confesiones de un chef (Bloomsbury Publishing, 2000), en la que añadía experiencias propias con un estilo directo, desenfadado y mordaz, sin escatimar detalles polémicos sobre su vida personal. El título fue un éxito de crítica, entró en la lista de libros más vendidos del New York Times en la categoría de no ficción, y le sirvió para darse a conocer más allá del sector gastronómico. Diez años después lanzó la secuela En crudo: la cara oculta del mundo de la gastronomía (2010).
Ha tenido dos libros más entre la lista de los más vendidos: Viajes de un chef (2002), que recoge experiencias de los viajes que hizo en su primer programa de televisión, y Malos tragos (2006), con ensayos sobre el mundillo gastronómico. El resto de su bibliografía incluye La cocina de Les Halles, No Reservations: Around the World on an Empty Stomach, y varias novelas. Además ha firmado artículos sobre gastronomía en The New York Times, The New Yorker, The Times, The Independent, y en la revista Food Arts.
También tuvo una incursión en la historieta como guionista de dos obras: la novela gráfica Get Jiro!, junto con Joel Rose (DC Comics, 2012), y el cómic digital Hungry Ghosts (Dark Horse, 2018). En internet, su blog sobre el programa Parts Unknown fue galardonado con un Premio Webby en 2018.

### Televisión

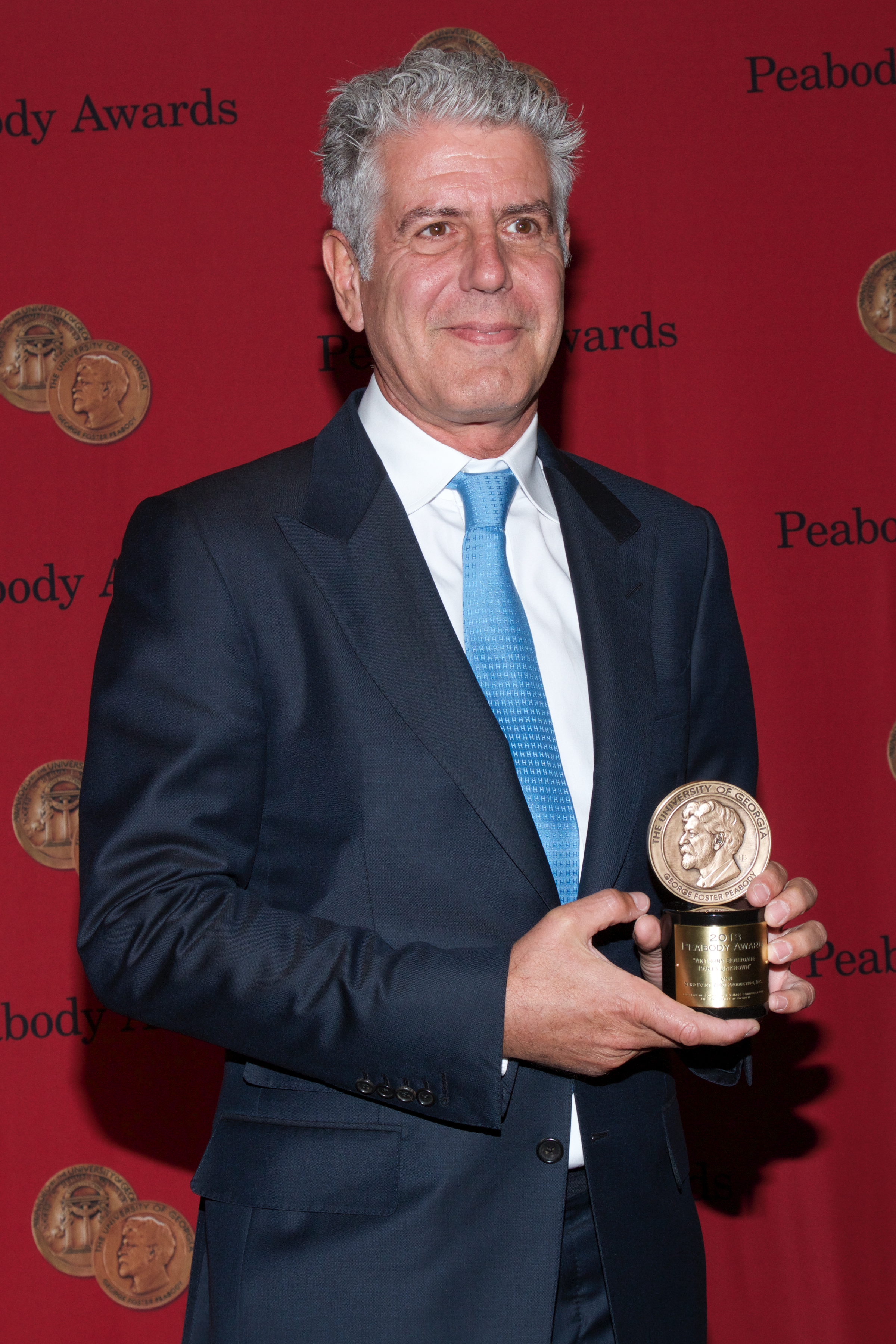
Bourdain posa con el premio Peabody que ganó en 2014 por la serie Parts Unknown.

Bourdain se retiró de los fogones para dedicarse por completo a la televisión. La mayoría de los espacios que ha presentado tenían como punto común el acercamiento de sociedades y culturas a través de la gastronomía. A lo largo de su carrera ha llegado a visitar más de 50 países.
Su primera oportunidad llegó en 2002 de la mano del canal temático Food Network, en el que condujo el espacio de viajes A Cook's Tour. A lo largo de dos temporadas se dedicó a mostrar la cocina de los países que visitaba, degustaba platos de toda condición, y daba a conocer a otros chefs de la industria.
De ahí dio el salto a Travel Channel para ocuparse del que ha sido su programa más longevo, Anthony Bourdain: No Reservations, basado en la idea original. Desde su estreno en 2005 hasta su despedida en 2012 se produjeron 142 episodios repartidos en nueve temporadas. Algunos de los más recordados son el reportaje especial «Decodificando a Ferran Adrià», programado en la Berlinale, y el capítulo sobre Beirut que se hizo en pleno estallido de la guerra del Líbano de 2006, por el cual obtuvo su primera nominación al premio Emmy. Entre 2011 y 2013 hizo en el mismo canal otro programa de viajes, The Layover, con recomendaciones para visitar una ciudad en menos de 48 horas.
Durante un tiempo, Bourdain compaginó la producción de No Reservations con colaboraciones en programas de ámbito nacional. Durante varias temporadas ha sido juez invitado de Top Chef, y en 2013 fue productor y jurado en The Taste para ABC. Entre 2012 y 2016 fue productor ejecutivo y narrador de la serie The Mind of a Chef, producida para la televisión pública PBS; cada temporada estaba protagonizada por chefs de prestigio, entre ellos gente como David Chang, Magnus Nilsson y Ludo Lefebvre.
En 2012 rompió el contrato con Travel Channel por discrepancias, y de inmediato firmó con la CNN para presentar Anthony Bourdain: Parts Unknown. Este espacio tenía un mayor enfoque periodístico y repasaba la cocina, la historia y la cultura de cada país. En total llegaron a producirse 89 episodios en once temporadas hasta su fallecimiento. En 2016 el entonces presidente estadounidense Barack Obama participó en un capítulo dedicado a Vietnam.
Su trayectoria ha sido reconocida con un premio Peabody en 2014 y seis premios Primetime Emmy a las Artes Creativas; dos en cinematografía de no ficción por No Reservations (2009 y 2011) y cuatro consecutivos en espacios informativos por Parts Unknown (de 2013 a 2016). Además, Mind of a Chef fue reconocido en 2014 con un Daytime Emmy en la categoría de programas de cocina.
Al margen de sus apariciones personales, Confesiones de un chef inspiró el estreno en 2005 de Kitchen Confidential, una comedia de situación en la FOX protagonizada por Bradley Cooper como «Jack Bourdain». Tan solo se emitió una temporada de 13 episodios y fue cancelada por baja audiencia.

### Cine
Aunque Bourdain nunca protagonizó una película, sí hizo un cameo en la comedia dramática La gran apuesta (2015), escrita y dirigida por Adam McKay. El chef interviene para explicar qué es una obligación de deuda garantizada (CDO), con el ejemplo de un estofado de marisco hecho a base de sobras de pescado.

## Vida personal
Anthony Bourdain estuvo casado dos veces: entre 1985 y 2005 con su compañera de instituto Nancy Putkoski, sin llegar a tener descendencia, y entre 2007 y 2016 con la deportista italiana Ottavia Busia, con la que tuvo en 2007 a su única hija, Ariane Bourdain. La pareja se divorció de mutuo acuerdo porque el trabajo del cocinero le mantenía siempre alejado de la familia. En sus últimos años mantuvo una relación con la actriz italiana Asia Argento.
Interesado en las artes marciales mixtas por influencia de su segunda esposa, a los 50 años empezó a practicar jiu jitsu brasileño y llegó a cinturón azul. En ocasiones aprovechaba los descansos de rodaje para entrenar en gimnasios de otros países.
Al margen de la trayectoria mediática, Bourdain era conocido por su personalidad inconformista y rebelde, antesala del «cocinero estrella», y por la cual el Instituto Smithsoniano llegó a definirle como «la estrella del rock original» de la gastronomía. Fumador impenitente, en Confesiones de un chef reveló que durante su juventud había consumido toda clase de drogas como cannabis, cocaína, LSD, setas alucinógenas e incluso heroína, pero logró rehabilitarse a finales de los años 1980.

## Muerte
Bourdain falleció el 8 de junio de 2018 en un hotel de Kaysersberg-Vignoble a los 61 años. El chef había viajado a Francia para grabar un episodio de Parts Unknown ambientado en Alsacia. Al no bajar a la hora prevista para desayunar, su amigo y acompañante en la grabación, el chef Eric Ripert, subió a buscarlo a su habitación y se encontró con el cadáver. La investigación confirmó la hipótesis inicial: un suicidio por ahorcamiento, posiblemente motivado por una depresión.
Su fallecimiento causó gran conmoción en el mundo gastronómico, y numerosas personalidades de la cocina —como Gordon Ramsay, Jamie Oliver, David Chang, Nigella Lawson, José Andrés y Albert Adrià— expresaron sus condolencias. El danés René Redzepi lo definió como «la persona más importante de nuestra industria, él era la Vía Láctea, y nosotros a su lado solamente pequeñas partículas». Y el español Sergi Arola hizo hincapié en su impacto sobre la figura del «cocinero rebelde»: «hoy no podríamos entender a personalidades como Dabiz Muñoz sin hablar de la herencia de Bourdain». La dedicatoria más importante vino del expresidente estadounidense Barack Obama, quien recordó su paso por Parts Unknown a través de un mensaje en Twitter:

Taburetes de plástico, unos fideos baratos pero deliciosos, y cerveza de Hanói. Así es como recuerdo a Tony. Nos dio una lección sobre la comida y, lo más importante, su capacidad de unirnos a todos. Nos enseñó a no temer lo desconocido. Le echaremos de menos.

### No ficción
- Confesiones de un chef (Kitchen Confidential, 2000), trad. de Carmen Aguilar, ed. RBA, 2001.
- Viajes de un chef (A cook's tour, 2001), trad. de Carmen Aguilar, ed. RBA, 2002.
- Typhoid Mary: An Urban Historical. ed. Bloomsbury, 2004.
- La cocina de Les Halles (Anthony Bourdain's Les Halles), trad. de Carmen Aguilar y Daniel Menezo, ed. RBA, 2004.
- Malos tragos (The Nasty Bits, 2006), trad. de Marta Pino, ed. RBA, 2007.
- No Reservations: Around the World on an Empty Stomach. ed. Bloomsbury, 2007.
- En crudo : la cara oculta de la gastronomía (Medium Raw: A Bloody Valentine to the World of Food and the People Who Cook, 2010), trad. de Marta Pino, ed. RBA, 2012.
- Appetites (Appetites, 2016), trad. de Enrique de Hériz, ed. Planeta Gastro, 2017.

### Ficción
- Bone in the Throat. Nueva York: Villard Books. 1995. ISBN 0-679-43552-2.
- Gone Bamboo. Nueva York: Villard Books. 1997. ISBN 0-679-44880-2.
- Bobby Gold. Edimburgo: Canongate Crime. 2001. ISBN 1-84195-145-5.
- Get Jiro! (con Joe Rose, dibujo de Langdon Foss) DC Comics. 2012. ISBN 9781401228279.
- Get Jiro: Blood and Sushi (con Joe Rose, dibujo de Ale Garza) DC Comics. 2015. ISBN 978-1401252267.

## Programas de televisión
- A Cook's Tour (2002-2003)
- Anthony Bourdain: No Reservations (2005-2012)
- The Layover (2011-2013)
- The Taste (2013-2015)
- The Mind of a Chef (2012-2016)
- Anthony Bourdain: Parts Unknown (2013-2018)